# Ludwik Gelberg
Ludwik Gelberg (ur. 14 czerwca 1908 w Atzgersdorf, zm. 12 marca 1985) – polski prawnik, specjalista prawa międzynarodowego, pracownik Instytutu Państwa i Prawa Polskiej Akademii Nauk.

## Życiorys
Egzamin maturalny zdał w liceum w Żółkwi, następnie studiował w Hochschule für Welthandel w Wiedniu, Istituto Superiore di Scienze Economiche e Commerciali we Florencji oraz prawo na Uniwersytecie Jana Kazimierza we Lwowie, gdzie w 1934 uzyskał tytuł magistra. W latach 1934–1939 pracował jako adwokat w Żółkwi i we Lwowie, w latach 1939-1941 jako radca prawny we Lwowie, w latach 1942-1945 pracował w Instytucie Prawa w Taszkencie, w latach 1945-1947 w Instytucie Nauk Prawnych w Moskwie i Instytucie Prawa w Mińsku, wykładał prawo międzynarodowe i prawo konstytucyjne. W 1946 uzyskał w Instytucie Nauk Prawnych w Moskwie stopień kandydata nauk na podstawie pracy poświęconej ekstradycji zbrodniarzy wojennych.
Od 1947 mieszkał w Polsce, w latach 1947-1950 pracował w Polskim Instytucie Spraw Międzynarodowych, w latach 1950-1961 w Szkole Głównej Służby Zagranicznej, gdzie w 1951 był dziekanem Wydziału Dyplomatycznego i Konsularnego, w latach 1952-1954 prorektorem. W 1954 otrzymał tytuł profesora nadzwyczajnego. Od 1962 pracował w Instytucie Państwa i Prawa PAN, w 1973 otrzymał tytuł profesora zwyczajnego. W 1978 przeszedł na emeryturę.
Pochowany na cmentarzu komunalnym Północnym w Warszawie (kwatera W-II-16, rząd 3, grób 9).
Opublikował m.in.:
- Zagadnienie członkostwa ONZ (1953) - z Juliuszem Katz-Suchym
- Prawo międzynarodowe i historia dyplomatyczna (t. I  - 1954, t. II - 1958, t. III - 1960)
- Piractwo na morzach chińskich. Próba oceny prawnej (1956)
- Układ warszawski. Studium prawno-międzynarodowe (1957)
- Kryzys karaibski 1962 r. Problemy prawa międzynarodowego (1964)
- Zarys prawa międzynarodowego (1967, kolejne wydania 1977, 1979)
- Powstanie Polski Ludowej. Problemy prawa międzynarodowego (1970)
- Niemcy po drugiej wojnie światowej. Refleksje o sytuacji prawnej (1971)
- Układ PRL-NRF z 7 grudnia 1970 r. Analiza prawna (1974)
- Problemy prawne współpracy państw bałtyckich (1976)
- Normalizacja stosunków PRL-RFN. Problemy polityczno-prawne (1978)